# Jerry Falwell
Jerry Lamon Falwell Sr. (Lynchburg, Virginia, 11 de agosto de 1933-Ib., 15 de mayo de 2007) fue un pastor bautista fundamentalista, tele-evangelista, cristiano-sionista y un icono de la derecha religiosa estadounidense.  Fue el pastor fundador de la Iglesia Bautista Thomas Road en Lynchburg, Virginia.

## Biografía
Aunque su abuelo y su padre eran ateos, Falwell aceptó a Jesucristo en 1952, quizás por influencia de su madre, una cristiana devota. Buen estudiante y atleta (rechazó la oportunidad de jugar béisbol profesional), Falwell ingresó a Lynchburg College, pero luego se transfirió a Baptist Bible College en Springfield (Misuri), y se graduó en 1956. Ese año fundó la Iglesia Bautista Thomas Road en Lynchburg; la congregación pasó de unos 35 miembros a más de 20.000 en el momento de la muerte de Falwell. Comenzó a transmitir sus sermones en un programa de radio, Old-Time Gospel Hour. Seis meses después, el programa comenzó a aparecer en una cadena de televisión local y, finalmente, pasó a ser distribuido a nivel nacional e incluso internacional y contó con más de 50 millones de espectadores habituales.
Fundó la Lynchburg Bible College en 1971, denominada más tarde Liberty University, una universidad cristiana fundamentalista que dirigió hasta su muerte. A finales de la década de 1980 intentó, sin éxito, revivir el Club PTL (Praise the Lord), la organización cristiana conservadora y red de televisión del televangelista caído en desgracia Jim Bakker. Falwell defendió una fe cristiana conservadora y condenó lo que percibía como la pecaminosidad y la impiedad de la sociedad contemporánea. Segregacionista en sus primeros años, luego abandonó esa visión. Se opuso al aborto, al feminismo, a los derechos de los homosexuales y a otras causas asociadas con las transformaciones sociales y culturales de los años sesenta y setenta.
Falwell, un ministro exitoso, fue conocido por su activismo político y la fundación en 1979 de la Moral Majority, a la que caracterizó como profamilia y proestadounidense. A la organización, que rápidamente creció hasta alcanzar varios millones de miembros, se le atribuyó el mérito de haber desempeñado un papel importante en la elección del republicano Ronald Reagan como presidente en 1980; siguió siendo una fuerza en la política estadounidense durante la primera mitad de dicha década, pero se disolvió en 1989 después de que Falwell declarara que había cumplido su misión.
En la década de 1990, a pesar de desaparecer un poco de la atención pública, Falwell fue un crítico abierto del Partido Demócrata y especialmente del presidente demócrata, Bill Clinton. En 1996, se convirtió en miembro de la Convención Bautista del Sur, mientras permanecía afiliado al Compañerismo Bíblico Bautista Internacional. A lo largo de su carrera, Falwell fue un firme partidario del Estado de Israel y del Partido Republicano. Liberty University se convirtió en una parada importante para los candidatos presidenciales republicanos a principios del siglo XXI. En 2004, animado por las victorias electorales de George W. Bush, Falwell fundó la Coalición Fe y Valores, que se convirtió en la Coalición de Mayoría Moral, como sucesora de la Mayoría Moral.
Falleció el 15 de mayo de 2007, a los 73 años.

## Premios
Jerry Falwell fue el primer no judío en recibir la Jabotinsky Medal en 1980, del primer ministro de Israel por su amistad con el estado judío.
Falwell recibió tres doctorados honorarios: Doctor en Teología del Seminario Bautista de Tennessee, Doctor en Letras de la Escuela de Teología de Graduados de California y Doctor en Derecho de la Universidad Central en Seúl, Corea del Sur.

## Controversias
En 1989, dijo a los empleados de la Universidad Liberty que la membresía en su iglesia y el diezmo eran obligatorios. 

## Críticas
Destacó por su condena pública de la homosexualidad, basada en la Biblia, y sus campañas en contra de los derechos de la comunidad LGBT. Los colectivos pro-derechos LGBT calificaron a Falwell como «agente de intolerancia» y «fundador de la industria anti-gay». Falwell apoyó la campaña de Anita Bryant de 1977 Save Our Children, para revocar una ordenanza municipal del Condado de Miami-Dade en Florida contra la discriminación por orientación sexual y un movimiento similar en California. Se hizo famoso en 1993 por afirmar que «el sida no es solamente un castigo de Dios a los homosexuales, es el castigo de Dios a la sociedad que tolera a los homosexuales», además de afirmar: "Espero vivir para ver el día en que, como en los primeros días de nuestro país, no tengamos más escuelas públicas. Las iglesias las habrán conquistado de nuevo y los cristianos las manejarán. ¡Qué día feliz será ése!". Entre sus numerosos ataques contra la comunidad homosexual también destacaron polémicas afirmaciones como que un Teletubby era un modelo homosexual destinado al reclutamiento de los niños y que las organizaciones LGBT enfurecían a Dios y que era uno de los motivos por los que había permitido los atentados del 11 de septiembre.